# Rodulfo Pérez
Pour les articles homonymes, voir Perez.
Rodulfo Pérez, de son nom complet Rudulfo Humberto Pérez Hernández, est un enseignant et homme politique vénézuélien, né le 20 juin 1965. Vice-ministre de l'Éducation en 2014, il est ministre vénézuélien de l'Éducation en 2016 et 2017.

## Carrière politique
En 2014, il est préside la Fondation du centre national pour l'amélioration de l'enseignement des sciences ou Cenamec (Fundación Centro Nacional para el Mejoramiento de Enseñanza de la Ciencia, en espagnol). En 2013, il est directeur de la zone éducative de l'État d'Aragua, sous le ministère de Maryann Hanson à laquelle il succédera comme ministre en 2016. Il a également enseigné à l'université bolivarienne du Venezuela.
Le 6 janvier 2016, il est nommé à son tour ministre vénézuélien de l'Éducation.
En 2022, le site Internet de références sur la politique sud-américaine Poderopedia certifie qu'il est encore inscrit à l'institut vénézuélien de Sécurité sociale en tant qu'employé du Bureau du gouvernement. 